# Cianoficina

Dos subunidades de cianoficina con direccionalidad alterna.

La cianoficina, o multi-L-arginil-poli (ácido L-aspártico), es un polímero de aminoácidos no proteico, producido fuera de los ribosomas, compuesto por una cadena principal de ácido aspártico y grupos laterales de arginina.
La cianoficina fue detectada por primera vez en 1887 por el botánico italiano Antonino Borzì y se puede encontrar en la mayoría de las cianobacterias y algunas bacterias heterótrofas como Acinetobacter sp. La cianoficina es en gran parte insoluble en condiciones fisiológicas y se acumula en forma de gránulos en el citoplasma durante la inanición de fosfato o azufre, generalmente en la fase inicial y media estacionaria. Se usa como un compuesto de almacenamiento de nitrógeno y posiblemente de carbono y también sirve como un amortiguador dinámico para la fijación de nitrógeno en los heterocistos de cianobacterias. El nitrógeno y el carbono se movilizan a partir de la cianoficina mediante cianoficinasas intracelulares en forma de dipéptidos de aspartato-arginina.
Se sintetiza a partir de arginina y aspartato en una reacción dependiente de ATP catalizada por una sola enzima, la cianoficin sintetasa. La cianoficina es de potencil interés para la biotecnología como fuente de ácido poliaspártico. Debido a su carácter polianfotérico inusual, la cianoficina es soluble en agua en condiciones ácidas (HCl 0,1 M) y alcalinas. Expresiones heterólogas de la cianoficin sintetasa permite la producción de cianoficina en varias bacterias biotecnológicamente relevantes, como Escherichia coli y Corynebacterium glutamicum.